# Andreas Johnson

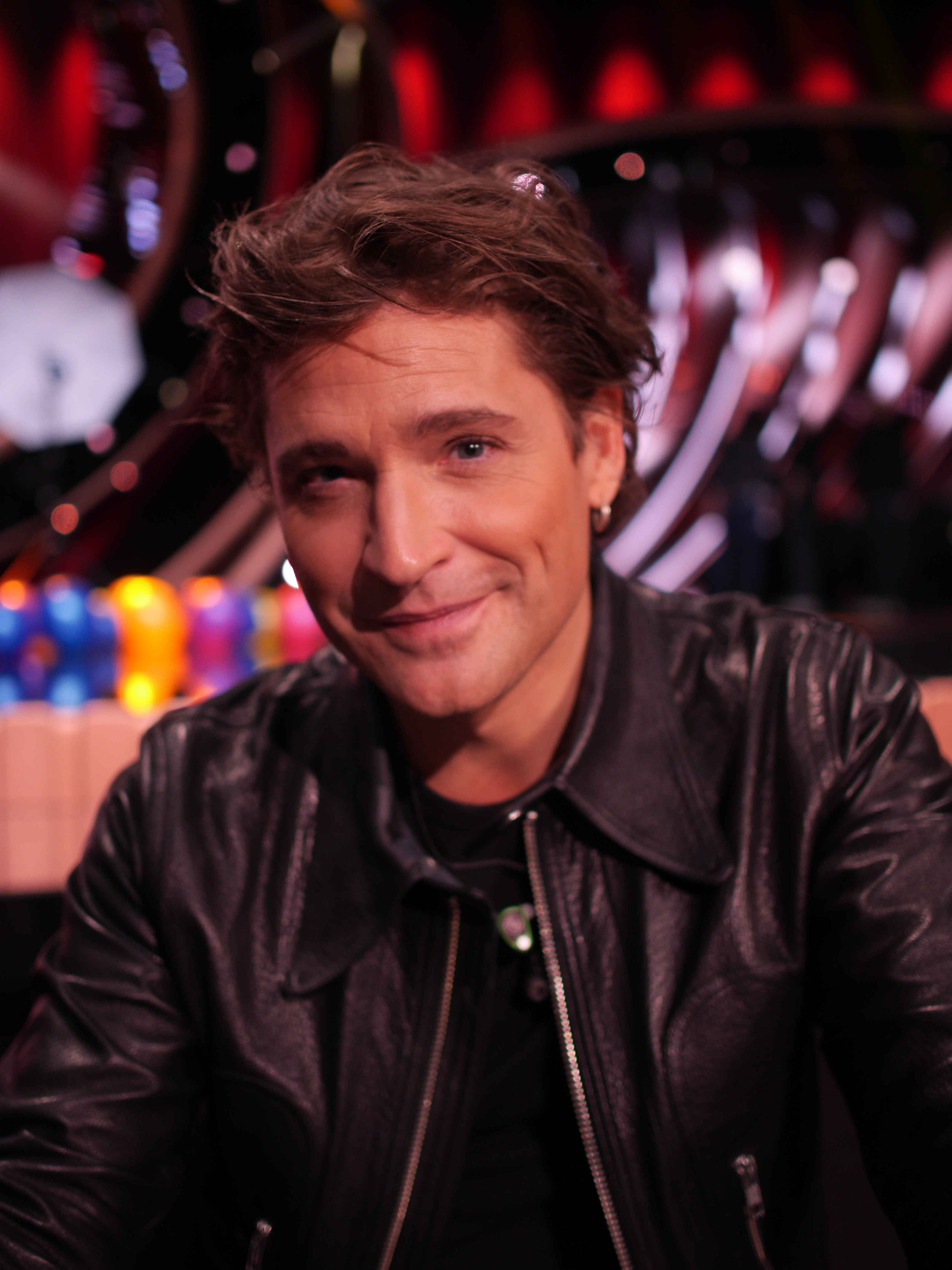
Andreas Johnson (2019)

Jon Erik Andreas Johnson (* 22. März 1970 in Bjärred) ist ein schwedischer Pop- und Rocksänger.

## Leben

### Kindheit und Jugend
Schon als Kind tourte Andreas Johnson mit seinen Eltern, die Jazzmusik machten. Hierbei hatte er bereits seine ersten Bühnenerfahrungen. Als Jugendlicher zog er in einen Vorort von Stockholm, wo er erste eigene Lieder komponierte und schrieb. Hier gründete er seine erste Musikband Silver Arrow.

### Die Anfänge der Karriere
Seinen ersten Plattenvertrag erhielt er mit seiner zweiten Band The Planet Waves bei der EMI Skandinavien. 1993 bis 1995 ging er mit seiner Band nach New York; dort erschien das erste Album Brutal Awakenings. Nach ihrer Rückkehr nach Schweden löste sich die Band jedoch auf. 1997 erschien das erste Soloalbum Cottonfish Tales. Johnson fühlte sich jedoch von dem Label in seinen künstlerischen Freiheiten eingeschränkt und trennte sich von der EMI Skandinavien.
Er zog nach Deutschland (Berlin) und traf dort auf ein inzwischen verstorbenes Mädchen, das ihn zu seinem zweiten Album Liebling inspirierte. Bei der Plattenfirma WEA veröffentlichte er die Single Glorious, die in Großbritannien den vierten Platz in den UK-Charts erreichte und auch in Europa erfolgreich lief. In Frankreich wurde die Single im Jahre 2004 noch einmal veröffentlicht, wo sie sich 17 Wochen in den Top 100 halten konnte und Platz 16 erreichte.
Im Jahre 2002 veröffentlichte er sein drittes Album Deadly Happy. Die Auskoppelung Shine war Soundtrack zu der deutschen Filmkomödie 666 – Traue keinem, mit dem du schläfst!.
2005 kam in Deutschland sein Album Mr. Johnson Your Room Is on Fire heraus. Die erste Singleauskopplung war Sing for me, mit der er auch beim Melodifestivalen, der schwedischen Vorentscheid zum Eurovision Song Contest 2006 antrat. Die zweite Auskoppelung war Show Me Love.

### Teilnahmen am Melodifestivalen
2007 trat Johnson zum zweiten Mal am Melodifestivalen an. Er erreichte mit seinem Song A little bit of love den zweiten Platz und verfehlte somit knapp die Teilnahme am Eurovision Song Contest.
2008 trat er im Duett mit Carola an, konnte sich jedoch nicht für das Finale qualifizieren. 2010 nahm er mit We Can Work It Out wieder als Solokünstler teil, wo er beim Sieg von Anna Bergendahl einen sechsten Finalplatz belegte.
Bei seinen weiteren Teilnahmen am Melodifestivalen, 2012, 2015 und 2019 konnte er sich nicht mehr fürs Finale qualifizieren.

## Diskografie

### Studioalben
| Jahr | Titel                             | Höchstplatzierung, Gesamtwochen, AuszeichnungChartplatzierungen (Jahr, Titel, Platzierungen, Wochen, Auszeichnungen, Anmerkungen) | Höchstplatzierung, Gesamtwochen, AuszeichnungChartplatzierungen (Jahr, Titel, Platzierungen, Wochen, Auszeichnungen, Anmerkungen) | Höchstplatzierung, Gesamtwochen, AuszeichnungChartplatzierungen (Jahr, Titel, Platzierungen, Wochen, Auszeichnungen, Anmerkungen) | Höchstplatzierung, Gesamtwochen, AuszeichnungChartplatzierungen (Jahr, Titel, Platzierungen, Wochen, Auszeichnungen, Anmerkungen) | Höchstplatzierung, Gesamtwochen, AuszeichnungChartplatzierungen (Jahr, Titel, Platzierungen, Wochen, Auszeichnungen, Anmerkungen) | Anmerkungen                                    |
| Jahr | Titel                             | DE | AT | CH | UK | SE | Anmerkungen                                    |
| ---- | --------------------------------- | --- | --- | --- | --- | --- | ---------------------------------------------- |
| 1999 | Liebling                          | — | AT36 (3 Wo.)AT | — | UK46 (2 Wo.)UK | SE21 (11 Wo.)SE | Erstveröffentlichung: 25. Mai 1999             |
| 2002 | Deadly Happy                      | — | — | — | — | SE45 (1 Wo.)SE | Erstveröffentlichung: 11. Februar 2002         |
| 2005 | Mr. Johnson, Your Room is on Fire | — | — | — | — | SE5 (13 Wo.)SE | Erstveröffentlichung: 2. November 2005         |
| 2007 | The Collector                     | — | — | — | — | SE3 Gold · (14 Wo.)SE | Erstveröffentlichung: 7. März 2007 Kompilation |
| 2008 | Rediscovered                      | — | — | — | — | SE29 (4 Wo.)SE | Erstveröffentlichung: 29. Oktober 2008         |
| 2012 | Village Idiot                     | — | — | — | — | SE17 (5 Wo.)SE | Erstveröffentlichung: 29. Februar 2012         |

Weitere Alben
- 1997: Cottonfish Tales
- 2010: Tour Edition

### Singles
| Jahr | Titel Album                                                           | Höchstplatzierung, Gesamtwochen, AuszeichnungChartplatzierungen (Jahr, Titel, Album, Platzierungen, Wochen, Auszeichnungen, Anmerkungen) | Höchstplatzierung, Gesamtwochen, AuszeichnungChartplatzierungen (Jahr, Titel, Album, Platzierungen, Wochen, Auszeichnungen, Anmerkungen) | Höchstplatzierung, Gesamtwochen, AuszeichnungChartplatzierungen (Jahr, Titel, Album, Platzierungen, Wochen, Auszeichnungen, Anmerkungen) | Höchstplatzierung, Gesamtwochen, AuszeichnungChartplatzierungen (Jahr, Titel, Album, Platzierungen, Wochen, Auszeichnungen, Anmerkungen) | Höchstplatzierung, Gesamtwochen, AuszeichnungChartplatzierungen (Jahr, Titel, Album, Platzierungen, Wochen, Auszeichnungen, Anmerkungen) | Anmerkungen                                      |
| Jahr | Titel Album                                                           | DE | AT | CH | UK | SE | Anmerkungen                                      |
| ---- | --------------------------------------------------------------------- | --- | --- | --- | --- | --- | ------------------------------------------------ |
| 1999 | Glorious Liebling                                                     | DE79 (9 Wo.)DE | — | CH40 (16 Wo.)CH | UK4 Silber · (13 Wo.)UK | SE13 Gold · (19 Wo.)SE | Erstveröffentlichung: Juli 1999                  |
| 1999 | The Games We Play Liebling                                            | — | — | — | UK41 (3 Wo.)UK | SE56 (1 Wo.)SE | Erstveröffentlichung: Dezember 1999              |
| 2002 | Shine Deadly Happy                                                    | — | — | — | — | SE33 (3 Wo.)SE | Erstveröffentlichung: Januar 2002                |
| 2005 | Show Me Love Mr. Johnson, Your Room Is On Fire                        | — | — | — | — | SE20 (8 Wo.)SE | Erstveröffentlichung: Oktober 2005               |
| 2006 | Sing for Me Mr. Johnson, Your Room Is On Fire (Melodifestivalen 2006) | — | — | — | — | SE2 Gold · (20 Wo.)SE | Erstveröffentlichung: März 2006                  |
| 2007 | A Little Bit of Love The Collector (Melodifestivalen 2007)            | — | — | — | — | SE3 Gold · (15 Wo.)SE | Erstveröffentlichung: Februar 2007               |
| 2008 | Lucky Star –                                                          | — | — | — | — | SE13 (6 Wo.)SE | Erstveröffentlichung: Januar 2008 mit Häggkvist  |
| 2008 | One Love (Melodifestivalen 2008)                                      | — | — | — | — | SE11 (8 Wo.)SE | Erstveröffentlichung: Februar 2008 mit Häggkvist |
| 2009 | Escape Tour Edition                                                   | — | — | — | — | SE11 (10 Wo.)SE | Erstveröffentlichung: August 2009                |
| 2010 | We Can Work It Out Tour Edition (Melodifestivalen 2010)               | — | — | — | — | SE9 (7 Wo.)SE | Erstveröffentlichung: Februar 2010               |
| 2019 | Army of Us (Melodifestivalen 2019)                                    | — | — | — | — | SE52 (3 Wo.)SE | Erstveröffentlichung: Februar 2019               |

Weitere Singles
- 1997: Cruel
- 1997: Seven Days
- 2002: End of the World
- 2002: Waterfall
- 2007: Go for the Soul
- 2010: Solace
- 2011: One Man Army
- 2011: Buzzin
- 2012: Lovelight (Melodifestivalen 2012)
- 2015: Living to Die (Melodifestivalen 2015)